# Deep Water Bay

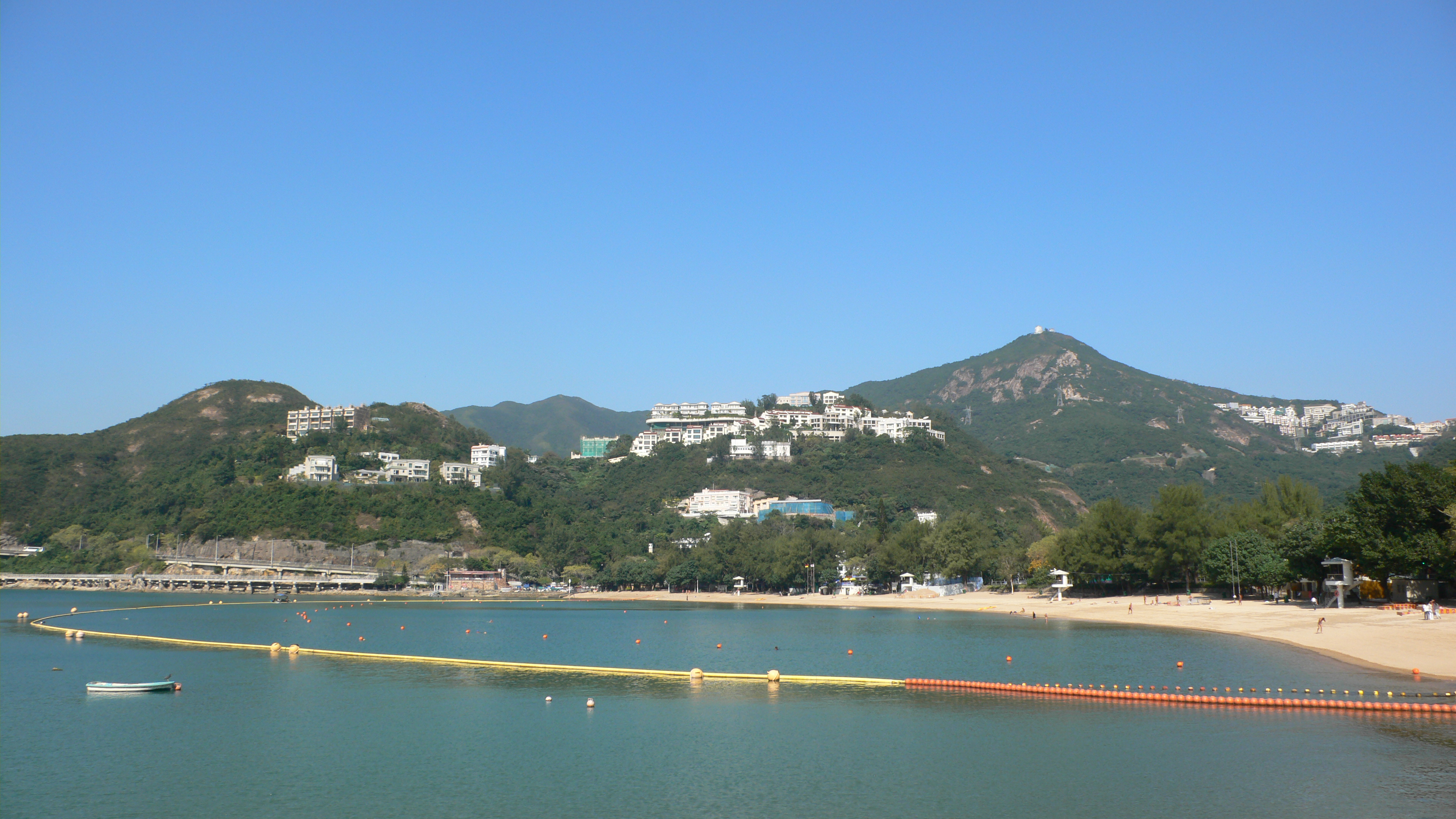
Deep Water Bay strand

Deep Water Bay (Traditioneel Chinees : 深水灣) is een baai aan de zuidelijke kust van het eiland Hongkong in Hongkong.
De baai is omgeven door de Shouson Hill, Brick Hill,  Violet Hill en het Middeneiland. Onder de heuvel van Violet Hill is een strand, Deep Water Bay Beach. De baai is bereikbaar via een eilandweg die Repulse Bay verbindt met Wong Chuk Hang.

## Geschiedenis
De baai wordt vermeld op een vroege koloniale kaart van Hongkong in 1845.

## Deep Water Bay Strand
Minder bekend bij toeristen in vergelijking met het dichtbijgelegen Repulse Bay maar niettemin erg populair bij de lokale bevolking. Een voetpad verbindt de twee stranden. Hier zijn veel joggers en wandelaars te vinden die genieten van het fraaie uitzicht.
Kleedkamers, douches en barbecues zijn aanwezig en vallen onder het beheer van het Leisure and Cultural Services Department.
Er zijn twee restaurants : Copacabana en Coco Thai.

## Vervoer
Buslijnen nrs. 6, 6A of 260 vanaf het centrale plein gaan naar Deep Water Bay.